# Lorenzo Simonetti
Lorenzo Simonetti, italijanski rimskokatoliški duhovnik in kardinal, * 27. maj 1789, Rim, † 9. januar 1855.

## Življenjepis
22. julija 1844 je bil imenovan za kardinala in pectore.
24. novembra 1845 je bil povzdignjen v kardinala in imenovan za kardinal-duhovnika S. Lorenzo in Panisperna.